# Arnold Arboretum

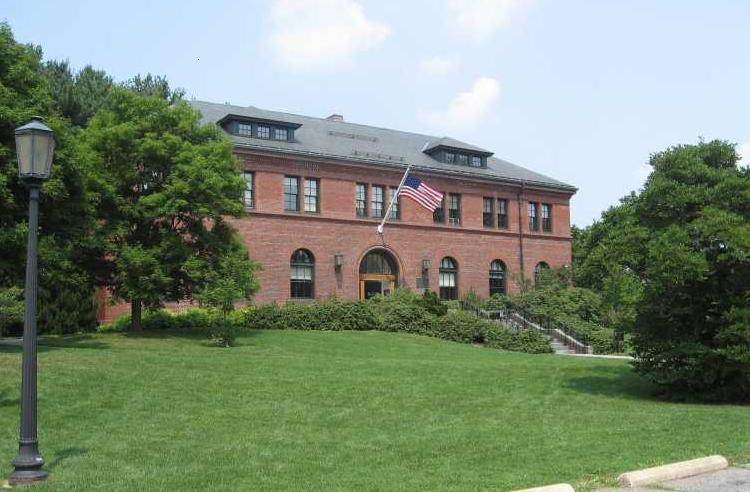
Hoofdkantoor van het arboretum

Het Arnold Arboretum is een arboretum van 107 hectare in Boston (Massachusetts) dat verbonden is aan de Harvard University. De formele naam van het arboretum is The Arnold Arboretum of Harvard University.

## Geschiedenis
Het arboretum werd in 1872 opgericht toen de beheerders van de nalatenschap van koopman James Arnold (1781-1868) een gedeelte van zijn landgoed overdroegen aan Harvard College, een deel van de Harvard-universiteit. Ze stelden hierbij de eis dat er een arboretum zou worden opgericht met daarin voor zover praktisch mogelijk alle inheemse en uitheemse houtige planten (bomen, struiken en klimplanten) die in Boston in de buitenlucht kunnen worden gekweekt. Hiermee ontstond het oudste publiek toegankelijke arboretum in Noord-Amerika.
In 1873 werd Charles Sprague Sargent (1841-1927) benoemd tot de eerste directeur van het arboretum, een functie die hij bleef uitoefenen gedurende 54 jaar. Hij sloot met de gemeente Boston een overeenkomst, waarbij het arboretum een onderdeel werd van het stadsparkensysteem van Boston en het beheer van de collectie zou vallen onder de verantwoordelijkheid van de staf van het arboretum. De gemeente zou de infrastructuur van het arboretum onderhouden en zorgen voor politiesurveillance. In ruil hiervoor zou het arboretum elke dag vrij toegankelijk zijn van zonsopgang tot zonsondergang. Als resultaat van deze overeenkomst werd het arboretum onderdeel van de Emerald Necklace, een netwerk van parken en verbindingswegen tussen de parken met een lengte van zeven Engelse mijl dat tussen 1778 en 1892 werd aangelegd onder architect Frederick Law Olmsted. Sargent en Olmsted werkten tevens nauw samen bij het aanleggen van het arboretum.

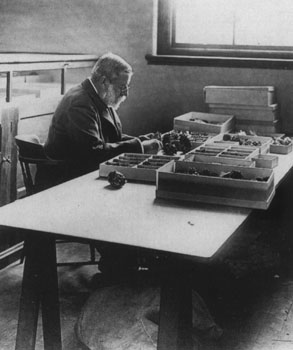
Charles Sprague Sargent

Sargent besloot om de planten te rangschikken op familie en geslacht volgens het toen algemeen geaccepteerde Bentham & Hooker-systeem, het systeem dat heden ten dage nog steeds wordt toegepast voor de beplanting. Hij zorgde er ook voor dat het arboretum een gerenommeerd onderzoeksinstituut werd, dat nu nog steeds verantwoordelijk is voor vele toonaangevende publicaties. Hij zorgde voor de aanleg van een bibliotheek met boeken over botanie, dendrologie en tuinieren, die momenteel bevat meer dan 40.000 boeken en tijdschriften bevat. Tevens was hij verantwoordelijk voor de aanleg van een herbarium met daarin een zeer uitgebreide collectie specimens van houtige planten van over de hele wereld. Arnold Arboretum was in Sargents tijd verantwoordelijk voor een botanische exploratie van de wereld, vooral van Oost-Azië. Hierdoor zijn vele voorheen onbekende planten in cultuur gebracht door botanici als Sargent, Joseph Rock, William Purdom en Ernest Henry Wilson. Hierdoor kon ook de kennis over deze planten worden uitgebreid.
In de geschiedenis zijn er nog vele beroemde wetenschappers verbonden geweest aan het arboretum, waaronder botanicus Elmer Drew Merrill die hier tussen 1936 en 1946 directeur was.

## Plantencollectie
Het Arnold Arboretum heeft een grote collectie houtige planten (bomen, struiken en klimplanten) die in Boston in de buitenlucht kunnen worden gehouden. De collectie bestaat hoofdzakelijk uit planten uit Noord-Amerika en Oost-Azië. De collectie representeert meer dan 15.000 individuele planten die meer dan 4000 taxa representeren. De collectie wordt beschouwd als een van de grootste en best gedocumenteerde collecties in de hele wereld. Een aantal van de planten representeren origineel plantmateriaal dat door medewerkers van het arboretum als C.S. Sargent, E.H. Wilson, J.G. Rack, J. Rock en W. Purdom vanuit Oost-Azië in Noord-Amerika is geïntroduceerd. Het herbarium heeft een collectie van meer dan 5 miljoen specimens.

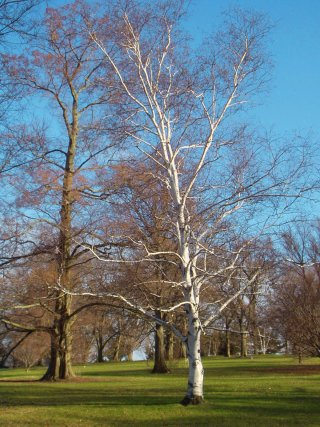
Berk in het arboretum

De collecties levende planten worden onderverdeeld in een kerncollectie (core collection), een historische collectie (historic collection) en een veelzijdige collectie (miscellaneous collection). De kerncollectie heeft de hoogste prioriteit. Deze collectie wordt gebruikt voor wetenschappelijk onderzoek waarbij de voorkeur uitgaat naar plantmateriaal van bekende wildherkomst. De kerncollectie is onderverdeeld in biogeografische collecties, NAPCC-collecties, beschermingscollecties en synoptische collecties. De biogeografische collectie representeert de flora van oostelijk Noord-Amerika en oostelijk Azië, waarbij de onderzoeksfocus ligt op de floristische relaties tussen deze twee regio's en taxa die in beide regio's voorkomen.
De NAPCC-collectie representeert de collectie die het arboretum beheert namens het North American Plant Collections Consortium. Deze collectie omvat taxa uit de geslachten esdoorn (Acer), Carya, Fagus, Stewartia, Syringa en hemlockspar (Tsuga). De beschermingscollectie omvat planten die het arboretum beheert namens Center for Plant Conservation, een netwerk van meer dan dertig botanische instituten, dat zich richt op de bescherming en het herstel van de inheemse flora van de Verenigde Staten. Onder deze collectie vallen onder meer de soorten Amelanchier nantucketensis, Diervilla rivularis, Diervilla sessilifolia, Fothergilla major, Ilex collina, Rhododendron prunifolium, Rhododendron vaseyi, Spiraea virginiana en Viburnum bracteatum. Het arboretum probeert van deze planten zo veel mogelijk klonen te houden, waardoor een grote genetische diversiteit wordt gewaarborgd. De synoptische collectie poogt een overzicht te geven van de houtige planten uit de noordelijke gematigde klimaatzone. Hierbij wordt er gezorgd voor planten van bekende wildherkomst en een zo groot mogelijke geslachtelijke, intersoortelijke en intrasoortelijke diversiteit.
De historische collectie omvat planten die door medewerkers (C.S. Sargent, E.H. Wilson, J.G. Jack en J. Rock) van het arboretum in de collectie zijn geïntroduceerd. Ook omvat deze collectie planten die afkomstig zijn van historisch relevante kwekerijen, botanische instituten en tuiniers/kwekers (onder meer H.J. Veitch, T. Meehan en M. Vilmorin). Tevens bevat deze collectie cultivars uit de geslachten Malus, Rhododendron, Syringa en dwergconiferen. Deze cultivars stammen uit de beginperiode van het arboretum. Een andere cultivarcollectie is de collectie van cultivars met gelatiniseerde cultivarnamen van voor 1953. Dan is er nog een collectie cultivars die door het Arnold Arboretum zelf zijn ontwikkeld. Larz Anderson Bonsai Collection is een collectie bonsais.
De veelzijdige collectie omvat tentoonstellingscollecties van cultivars met uitzonderlijke sierwaarde en landschapsbepalende planten die zijn aangepast aan het gematigde klimaat en geselecteerd zijn op resistentie tegen plantenziekten, extreme omstandigheden en insecten. In het arboretum bevinden zich verschillende natuurlijke landschappen die representatief zijn voor New England. Normaal gesproken worden deze landschappen niet onderhouden, maar vindt er de gebruikelijke natuurlijke regeneratie van de aanwezige flora plaats. In het arboretum duiken ook spontaan planten op, zowel inheemse soorten als exoten. Sommige van deze soorten worden verwijderd omdat ze schadelijk zijn, bijvoorbeeld omdat ze zich invasief gedragen. Ook kan het gebeuren dat er spontane hybridisatie optreedt. De hierbij ontstane hybriden worden wel opgenomen in de collectie. Dana Greenhouse and Nursey Collections zijn gevestigd in een broeikas ten behoeve van wetenschappelijk onderzoek. Sommige planten uit deze collectie worden later buiten uitgeplant.

## Samenwerkingsverbanden
Arnold Arboretum is lid van de American Public Gardens Association (APGA) en Botanic Gardens Conservation International (BGCI). Ook maakt het arboretum deel uit van het samenwerkingsnetwerk Center for Plant Conservation, dat zich richt op de bescherming van planten in de Verenigde Staten. Voor het North American Plant Collections Consortium (NAPCC) beheert het arboretum collecties Acer, Carya, Fagus, Stewartia, Syringa en Tsuga. Ook is het arboretum lid van het American Institute of Biological Sciences, de Natural Science Collections Alliance en de Plant Conservation Alliance.
Tevens is het arboretum lid van de North American China Plant Exploration Consortium (NACPEC), een groep die in 1991 is opgericht om de uitwisseling van plantmateriaal en wetenschappelijke kennis tussen Chinese en Noord-Amerikaanse botanische instituten te faciliteren.
De bibliotheek van het Arnold Arboretum is aangesloten bij de Council on Botanical and Horticultural Libraries, een internationale organisatie van individuen, organisaties en instituten die zich bezighouden met de ontwikkeling, het onderhouden en het gebruik van bibliotheken met botanische literatuur en literatuur over tuinen.